# Hammer (Simmerath)
Hammer is een plaats in de Duitse gemeente Simmerath, deelstaat Noordrijn-Westfalen.
Hammer is vernoemd naar een hamermolen, een voorbeeld van vroeg-industriële ontwikkeling. In Hammer werd van 1862-1863 een kerk in breuksteen gebouwd: De Sint-Bartholomeuskerk. Zowel de hamermolen, de kerk en ook diverse vakwerkhuizen zijn merkwaardig.
Hammer ligt in de Eifel, in het dal van de Roer op een hoogte van 330 meter. De Belgenbach, Brommersbach en Riffenbach monden uit in de Roer.
Hammer ligt aan enkele lange-afstandfietspaden. 

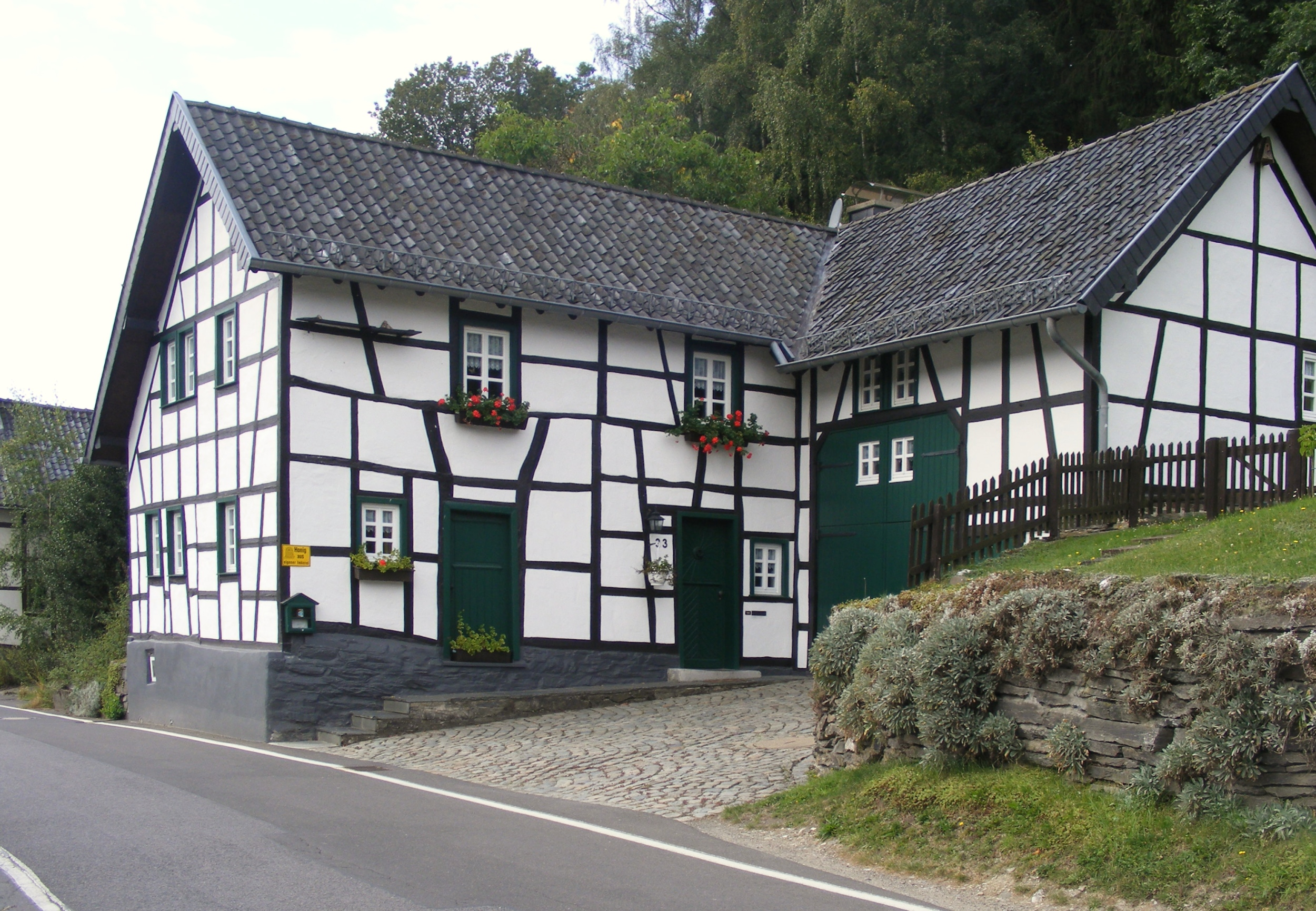
Pand aan de Dedenborner Straße

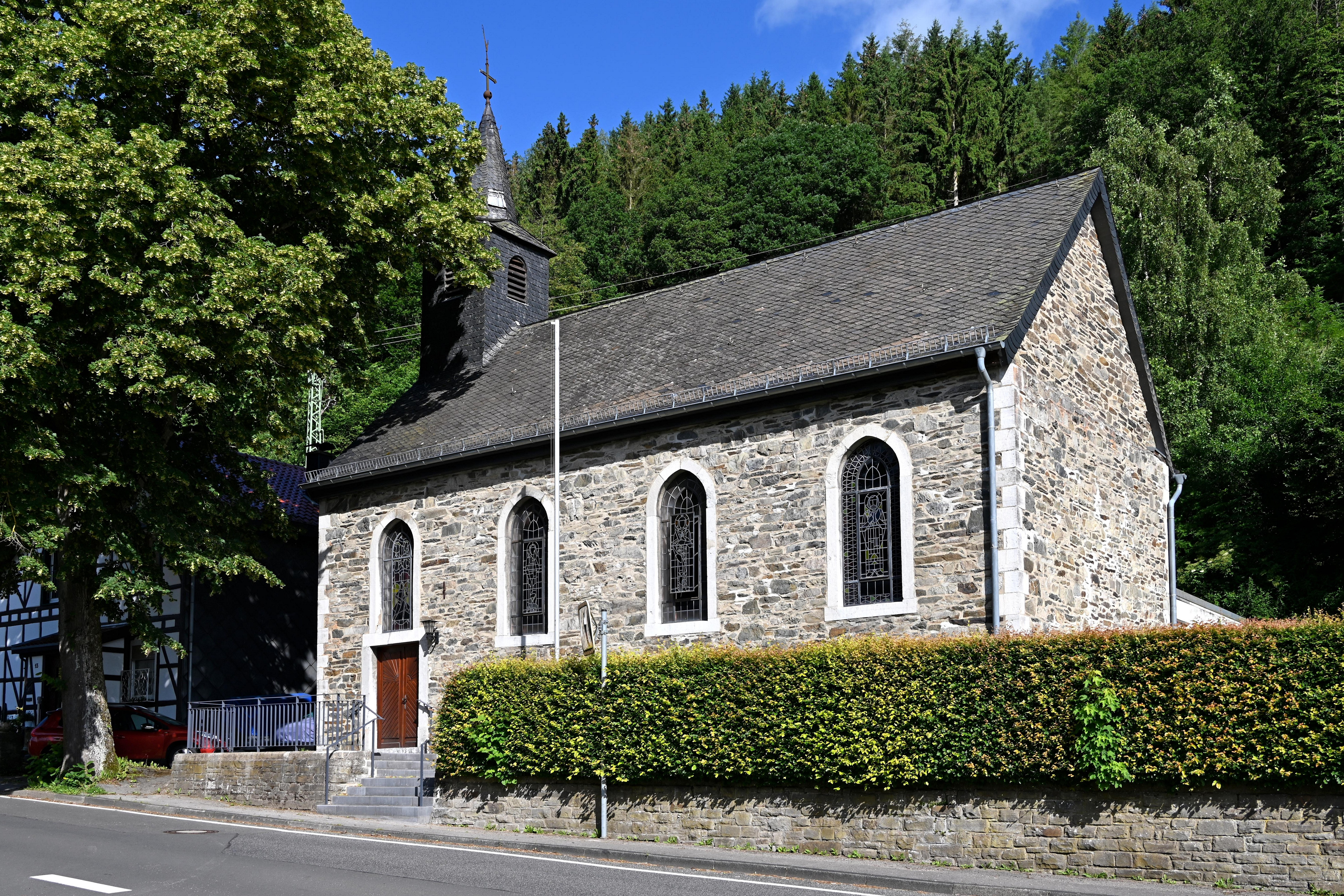
Sint-Bartholomeuskerk

## Nabijgelegen kernen
Eicherscheid, Rohren, Dedenborn
Dedenborn · Eicherscheid · Einruhr · Erkensruhr · Hammer · Hirschrott · Huppenbroich · Kesternich · Lammersdorf · Paustenbach · Rollesbroich · Rurberg · Simmerath · Steckenborn · Strauch · Witzerath · Woffelsbach

Stedenregio Aken · Regierungsbezirk Keulen · Noordrijn-Westfalen